# Louis Delasiauve
Louis Jean Francois Delasiauve (né le 14 octobre 1804, à Garennes-sur-Eure - mort le 5 juin 1893, à Paris) est un psychiatre français reconnu principalement pour ses travaux sur l'épilepsie.

## Biographie
Louis (Jean François) Delasiauve est le fils de modestes commerçants d'Ivry-la-Bataille. Il étudie la médecine et en 1830 soutient sa thèse avec Cayol en tant que président du jury à Paris, après que celle-ci fût repoussée à cause de la Seconde révolution Française (Les Trois Glorieuses). Il commence ensuite sa carrière en tant que médecin de famille à Ivry-la-Bataille.
En 1831, il fonde la Société phrénologique de Paris.
En 1832, il est membre de la Société Libre d'Agriculture, Sciences, Arts et Belles-Lettes du département de l'Eure. Ses premières publications sont publiées dans le bulletin de cette société : "Considérations théoriques sur l'aliénation mentale" en 1841, "Considérations sur l'extase" en 1842 et "Essai de classification des maladies mentales" en 1843. Il collabore ensuite avec son ancien enseignant, Cayol, pour La Revue Médicale Française et Étrangère, puis il travaille sur L'Expérience, journal de médecine et chirurgie, réalisé par Jean-Eugène Deziemeris et Emile Littré.
En mai 1839, ses activités éditoriales l'amènent à quitter définitivement la Normandie pour Paris, où il devient ami avec Laurent Jessé Bayle et Claude-Étienne Bourdin.
En 1843, il est reçu au concours de médecin adjoint à l'hospice de Bicêtre, devenant l'adjoint de François Leuret. Puis, à la mort de ce dernier, il est nommé à la tête du service des épileptiques et enfants arriérés.
En 1848 à Paris, après la révolution, Delasiauve s'implique en politique dans l'Eure et est élu député.
Formé par Jean-Pierre Falret et Félix Voisin, il est un des fondateurs de la Société Médico-Psychologique en 1852 et de la Société d'Anthropologie en 1859.
En 1861, il fonde Le Journal de Médecine Mentale, un des premiers journaux à publier uniquement des travaux d'aliénistes. Après que la guerre Franco-prussienne causa la fin de son journal, Delasiauve commença à envoyer ses articles au Progrès Médical, réalisé et édité par son élève favori, Désiré-Magloire Bourneville. Il envoie également ses articles à la revue de son collègue Charcot.
En octobre 1862, Georges Clemenceau, futur Premier ministre français, devient son interne à Bicêtre pendant un an.
Il est ensuite nommé à La Salpêtrière en 1864 pour s'occuper là aussi des épileptiques et des adultes atteints de déficiences mentales. En 1869-1870, le bâtiment de La Salpêtrière est détruit et Delasiauve reste deux ans sans service attitré à cause de la guerre franco-prussienne avant de succéder à Jules Baillarger, neurologue français, où il prend en charge des épileptiques à nouveau et des petites filles atteintes de déficience mentale. Il quittera La Salpêtrière en décembre 1878, laissant son service à Henri Legrand du Saulle.
Delasiauve était un pionnier de la pédopsychiatrie, et un défenseur de l'éducation pour les handicapés mentaux. Il est surtout connu pour sa recherche de l'épilepsie et crédité pour décrire trois types distincts de la maladie :
- Épilepsie idiopathique ou essentielle : causée par un simple dysfonctionnement nerveux.
- Épilepsie symptomatique : causée par des lésions cérébrales.
- Épilepsie sympathique : causée  par l'irradiation des impressions anormales qui peuvent avoir leur siège dans toutes les parties du corps sauf le système nerveux central.

Delasiauve, comme ses contemporains, a étudié soigneusement la fréquence des convulsions, avec l'âge, le genre, les effets des menstruations, l'occupation, le mode de vie, les saisons et les climats.
À côté de sa carrière de médecin, il s'engage pour l'enseignement laïque publique, l'amélioration des études de médecine et l'organisation du système de santé. Il appelle dès l'année 1843 à la création d'hôpitaux dans les petites villes et les zones rurales.
Désiré-Magloire Bourneville rapportera qu'Alexandre Axenfeld disait de Delasiauve : "De tous les médecins contemporains, celui qui écrit le mieux, c'est Delasiauve". Jules Falret décrivait sa voix exubérante, son amour pour la discussion et la vigueur de ses discours pour défendre ses idées.
À l'âge de 89 ans, il décède le 5 juin 1893 après une pneumopathie.